# إدوارد هوبير باتلر سينيور
إدوارد هوبير باتلر سينيور (بالإنجليزية: Edward Hubert Butler, Sr.)‏ هو صحفي أمريكي، ولد في 1850 في قرية لي روي في الولايات المتحدة، وتوفي في 9 مارس 1914.